# 계산언어학회
계산언어학회(Association for Computational Linguistics, ACL)는 자연어 처리 분야에 종사하는 사람들을 위한 과학 및 전문 조직이다. 이 학회의 이름을 딴 콘퍼런스는 EMNLP와 더불어 자연어 처리 연구를 위한 주요 고영향 콘퍼런스 중 하나이다. 이 콘퍼런스는 매년 여름 중요한 전산언어학 연구가 수행되는 곳에서 개최된다.
이 학회는 1962년에 기계 번역 및 계산 언어학 협회(AMTCL)라는 이름으로 설립되었다. 1968년에 ACL이 되었다. ACL은 유럽(EACL), 북아메리카(NAACL), 그리고 아시아(AACL) 지부를 가지고 있다.

## 역사
ACL은 1962년 기계 번역 및 계산 언어학 협회(AMTCL)로 설립되었다. 초기 회원 수는 약 100명이었다. 1965년, AMTCL은 학술지인 Mechanical Translation and Computational Linguistics를 인수했다. 이 학술지는 많은 다른 학술지들로 계승되었는데, American Journal of Computational Linguistics (1974–1978, 1980–1983)와 그 다음으로 Computational Linguistics (1984–현재)가 있다. 1988년부터 이 학술지는 MIT 프레스에서 ACL을 위해 발행하고 있다.
연례 회의는 1963년에 ACM 전국 콘퍼런스와 연계하여 처음 개최되었다. 연례 회의는 오랫동안 비교적 비공식적이었고 초록보다 긴 내용은 출판하지 않았다. 1968년까지 학회는 현재의 이름인 계산언어학회(ACL)를 채택했다. 연례 회의의 프로시딩즈 오브 ACL은 1979년부터 발행되기 시작했으며 점차 현대적인 형태로 발전했다. 많은 회의가 미국 언어학회와 연계하여 개최되었고, 일부는 미국 정보 과학회 및 인지과학회와 함께 개최되었다.
미국 정부는 1989년부터 1994년까지 많은 연구를 후원했으며, 이는 ACL에서 저자 유지율 증가와 음성 인식과 같은 일부 주요 주제의 연구 증가로 특징지어진다. 21세기에는 개별 연구 주제를 중심으로 보다 안정적인 배열로 통합된 저자들을 높은 비율로 유지할 수 있었다.

## ACL 연례 회의
매년 ACL은 ACL 연례 회의를 개최한다. 개최지는 3으로 나눈 나머지가 0인 해에는 유럽, 1인 해에는 북아메리카, 2인 해에는 아시아-오스트레일리아에 위치한다. 2020년에는 연례 회의에서 처음으로 중화인민공화국에서 미국보다 더 많은 제출물이 접수되었다.
| 연도                    | 장소                                            |
| ----------------------- | ----------------------------------------------- |
| 2025년 7월 27일-8월 1일 | 빈, 오스트리아                                  |
| 2024년 8월 11일–16일    | 방콕, 태국                                      |
| 2023년 7월 9일–14일     | 토론토, 캐나다                                  |
| 2022년 5월 22일–27일    | 더블린, 아일랜드섬                              |
| 2021년 8월 1일–6일      | 방콕, 태국 코로나19 범유행으로 인해 온라인 개최 |
| 2020년 7월 5일–10일     | 시애틀 코로나19 범유행으로 인해 온라인 개최     |
| 2019년 7월 28일–8월 2일 | 피렌체, 이탈리아                                |
| 2018년 7월 15일–20일    | 멜버른, 오스트레일리아                          |
| 2017년 7월 30일–8월 4일 | 밴쿠버, 캐나다                                  |
| 2014년 6월 22일–27일    | 볼티모어                                        |
| 2011년 6월 19일–24일    | 포틀랜드 (오리건주)                             |
| 2008년 6월 15일–20일    | 콜럼버스 (오하이오주)                           |
| 2005년 6월 25일–30일    | 앤아버                                          |
| 2002년 7월 7일–12일     | 필라델피아                                      |

## 활동
ACL은 계산 언어학 및 자연어 처리 분야의 여러 주요 콘퍼런스와 워크숍을 조직한다. 다음을 포함한다:
- Annual Meeting of the Association for Computational Linguistics (ACL), 조직의 대표 콘퍼런스
- Empirical Methods in Natural Language Processing (EMNLP)
- International Joint Conference on Natural Language Processing (IJCNLP), 순환 방식으로 다른 콘퍼런스 중 하나와 공동 개최
- Conference on Computational Natural Language Learning (CoNLL)
- Lexical and Computational Semantics and Semantic Evaluation (SemEval)
- Joint Conference on Lexical and Computational Semantics (*SEM)
- Workshop on Statistical Machine Translation (WMT)

콘퍼런스 외에도 ACL은 학술지 Computational Linguistics 및 Transactions of the Association for Computational Linguistics (TACL)를 후원한다. ACL 및 ACL 관련 행사에서의 논문 및 기타 발표 자료는 오픈 액세스 ACL 앤솔로지에 온라인으로 보관된다.

## 특별 관심 그룹
ACL은 자연어 처리의 특정 분야에 중점을 둔 많은 특별 관심 그룹(SIG)을 가지고 있다. ACL 내의 현재 SIG 중 일부는 다음과 같다.
| SIG                                     | 설명                                                                |
| --------------------------------------- | ------------------------------------------------------------------- |
| SIGANN                                  | 언어 주석                                                           |
| SIGBIOMED                               | 생물의학 언어 처리                                                  |
| SIGDAT                                  | 언어 데이터 및 코퍼스 기반 접근 방식                                |
| SIGDIAL                                 | 대화 처리                                                           |
| SIGFSM                                  | 유한 상태 방법                                                      |
| SIGGEN 보관됨 12 5월 2008 - 웨이백 머신 | 자연어 생성                                                         |
| SIGHAN                                  | 중국어 처리                                                         |
| SIGHUM                                  | 사회경제학 및 인문학을 위한 언어 기술                               |
| SIGLEX                                  | 어휘: SemEval 의미 평가 및 SENSEVAL 단어 의미 평가를 위한 상위 조직 |
| SIGMT 보관됨 26 4월 2021 - 웨이백 머신  | 기계 번역                                                           |
| SIGMOL                                  | 언어의 수학                                                         |
| SIGMORPHON                              | 계산 형태론 및 음운론                                               |
| SIGNLL                                  | 자연어 학습                                                         |
| SIGPARSE                                | 자연어 구문 분석                                                    |
| SIGSEM                                  | 계산 의미론                                                         |
| SIGSEMITIC                              | 셈어에 대한 계산적 접근                                             |
| SIGSLAV                                 | 슬라브어 언어 처리                                                  |
| SIGSLPAT                                | 보조 기술을 위한 음성 및 언어 처리                                  |
| SIGTYP                                  | 유형학                                                              |
| SIGUR                                   | 우랄어족                                                            |
| SIGWAC                                  | 코퍼스로서의 웹                                                     |

## 회장단
매년 ACL은 다음 해에 조직의 부회장이 되고 1년 후에 회장이 되는 저명한 전산언어학자를 선출한다. 최근 ACL 회장단은 다음과 같다.
| 연도 | 이름               |
| ---- | ------------------ |
| 2024 | 에밀리 M. 벤더     |
| 2023 | 이리나 구레비치    |
| 2022 | 팀 볼드윈          |
| 2021 | 라다 미할체아      |
| 2020 | 힌리히 슈체        |
| 2019 | 저우 밍            |
| 2018 | 마르티 허스트      |
| 2017 | 요아킴 니브르      |
| 2016 | 푸쉬팍 바타차리야  |
| 2015 | 크리스토퍼 D. 매닝 |
| 2014 | 헤르트얀 반 노르트 |
| 2013 | 왕하이펑           |
| 2012 | 켄 처치            |
| 2011 | 케빈 나이트        |
| 2010 | 이도 다간          |
| 2009 | 스티븐 버드        |
| 2008 | 보니 도어          |
| 2007 | 마크 스티드먼      |
| 2006 | 츠지 준이치        |
| 2005 | 마사 팔머          |
| 2004 | 요한나 무어        |
| 2003 | 마크 존슨          |
| 2002 | 존 네르본          |
| 2001 | 에두아르트 호비    |
| 2000 | 볼프강 발스터      |

## 같이 보기
- Sociedad Española para el Procesamiento del Lenguaje Natural (SEPLN, 스페인 자연어 처리 학회)